# Inklusionsbetrieb
Ein Inklusionsbetrieb (auch Inklusionsfirma oder Inklusionsunternehmen genannt) ist ein Unternehmen mit besonderem sozialen Auftrag. Ein solcher Betrieb bietet Qualifizierungsmöglichkeiten und sozialversicherungspflichtige Arbeitsverhältnisse für Menschen mit Behinderungen, deren berufliche Teilhabe besonders erschwert ist. In Inklusionsbetrieben erhalten Menschen mit Behinderungen, die auf dem allgemeinen Arbeitsmarkt auf besondere Schwierigkeiten stoßen, eine berufliche Perspektive und arbeiten mit Kollegen ohne Behinderung Seite an Seite zusammen. Inklusionsbetriebe beschäftigen mindestens 30 % bis i. d. R. höchstens 50 % Menschen mit einer Behinderung in dauerhaften Arbeitsverhältnissen. Finanziell gefördert werden Inklusionsbetriebe aus Mitteln der Ausgleichsabgabe.
Im Jahr 2020 gab es 945 Inklusionsunternehmen, -betriebe und -abteilungen in Deutschland mit insgesamt 13.590 schwerbehinderten Beschäftigten.

## Zielgruppen
Inklusionsbetriebe richten sich besonders an Menschen mit einer Schwerbehinderung, also einem Grad der Behinderung (GdB) ab 50. Laut § 215 Abs. 2 SGB IX gelten solche Menschen mit einer Schwerbehinderung als Zielgruppen von Inklusionsbetrieben, die
- geistig oder seelisch behindert sind oder denen eine schwere Körper-, Sinnes- oder Mehrfachbehinderung bescheinigt wurde, die sich im Arbeitsleben besonders nachteilig auswirkt und allein oder zusammen mit weiteren vermittlungshemmenden Umständen die Teilhabe am allgemeinen Arbeitsmarkt außerhalb eines Inklusionsbetriebes erschwert oder verhindert,
- nach zielgerichteter Vorbereitung in einer Werkstatt für behinderte Menschen oder in einer psychiatrischen Einrichtung für den Übergang in einen Betrieb oder eine Dienststelle auf dem allgemeinen Arbeitsmarkt in Betracht kommen und auf diesen Übergang vorbereitet werden sollen,
- eine schulische Bildung beendet haben und nur dann Aussicht auf eine Beschäftigung auf dem allgemeinen Arbeitsmarkt haben, wenn sie zuvor in einem Inklusionsbetrieb an berufsvorbereitenden Bildungsmaßnahmen teilnehmen und dort beschäftigt und weiterqualifiziert werden, sowie
- als schwerbehinderte Menschen langzeitarbeitslos sind.

## Geschichte
Inklusionsbetriebe sind in aller Regel dezentral entstanden. Sie haben daher unterschiedliche konkrete Vorgeschichten.
So wurde z. B. der heutige Inklusionsbetrieb „HAD – Hamburger Assistenzdienst GmbH“ im Jahr 2020 als 100-prozentige Tochter der „Hamburger Arbeitsassistenz“ gegründet. Diese erhielt 2002 den Status eines Integrationsfachdienstes im Sinne des Sozialgesetzbuchs (dem Bereich Behindertenrecht war erst 2001 ein eigenes Buch gewidmet worden, das Neunte Buch Sozialgesetzbuch, SGB IX abgekürzt). Nach eigenen Angaben entstand die „Hamburger Arbeitsassistenz“ durch Eltern behinderter Schüler zu Beginn der 1990er Jahre, die sich im Verein „Hamburger Eltern für Inklusion e. V.“ engagierten und sich Gedanken darüber machten, wie die in der Schule erfahrene Inklusion ihrer Kinder im Arbeitsleben fortgesetzt werden könnte.
Als Ergebnis wurde 1992 die „Hamburger Arbeitsassistenz“ als Angebot für die berufliche Rehabilitation in Hamburg gegründet. Anfangs galt die HAA als „Modellprojekt“. Dieses orientierte sich an den Konzepten und Erfahrungen des im 20. Jahrhundert in Deutschland noch weitgehend unbekannten personenzentrierten Ansatzes von „Supported Employment“ (Unterstützte Beschäftigung).
Dieser Ansatz sollte, auch zugunsten anderer inzwischen entstandener Projekte, durch rechtliche Vorgaben unterstützt werden. Als solche Vorgaben benennt die HAA neben der Verabschiedung des deutschen SGB IX die Ratifizierung der UN-Behindertenrechtskonvention (2008), die gesetzliche Normierung der „Unterstützten Beschäftigung“ (2009) und das Bundesteilhabegesetz (2016 ff.), insbesondere durch die Verankerung von „anderen Leistungsanbietern“ (§ 60 SGB IX) und das „Budget für Arbeit“ (§ 61 SGB IX, 2018).
Bei dieser Betrachtungsweise ist zu berücksichtigen, dass Inklusionsbetriebe konsequent dem zentralen Motto: „Erst platzieren, dann qualifizieren“ des in den USA entwickelten Konzepts der Unterstützten Beschäftigung folgen. Vor allem die Tatsache, dass dieses Motto nicht bei allen Unterstützungsmaßnahmen auf der Grundlage der Paragraphen 38a (alte Fassung) bzw. 55 (neue Fassung) SGB IX berücksichtigt wird, veranlasst die Bundesarbeitsgemeinschaft für Unterstützte Beschäftigung (BAG UB) – in Deutschland der Zusammenschluss von Personen und Institutionen, die die Verbreitung von Unterstützter Beschäftigung fördern – zu dem Hinweis, dass „[d]urch die Einführung von § 38a/55 SGB IX […] zwischen der gesetzlich verankerten Maßnahme und dem Konzept der Unterstützten Beschäftigung zu unterscheiden“ sei. Letzteres sei umfassender.
Am 14. Januar 2015 stellte Dieter Basener, Diplom-Psychologe und Gründer des Verlags „53°Nord“, in seinem Referat „Die Behindertenhilfe auf dem Prüfstand – Teilhabe am Arbeitsleben innerhalb und außerhalb von Werkstätten“ über die damals noch so genannten „Integrationsbetriebe“ fest: „Integrationsbetriebe: Sondereinrichtungen wie WfbM, spielen aufgrund ihrer vergleichsweise schwierigen Bedingungen im Teilhabemix keine wichtige Rolle.“ Noch 2020 standen den insgesamt 13.590 schwerbehinderten Beschäftigten in Inklusionsunternehmen, -betrieben und -abteilungen in Deutschland mehr als 320.000 Beschäftigte in Werkstätten für behinderte Menschen gegenüber.
Den Begriff Inklusionsbetrieb gibt es offiziell seit dem 1. Januar 2018. An diesem Tag trat die zweite Stufe des Bundesteilhabegesetzes in Kraft. Vorläufer von Inklusionsbetrieben waren Integrationsprojekte zur beruflichen Teilhabe sowie Integrationsbetriebe. Ein Problem bei der Verwendung des Begriffs Integrationsprojekt bestand bis 2018 darin, dass derselbe Begriff auch für Maßnahmen zur Integration von Migranten und Geflüchteten verwendet wurde (und noch wird). Abgesehen davon wäre die weitere Verwendung des Begriffsteils „-projekt“ irreführend, da Inklusionsbetriebe auf Dauer angelegt sind.
Im Jahr 2016 wurde der beschäftigte Personenkreis von Integrationsbetrieben um nicht förmlich als schwerbehindert anerkannte Menschen mit einer psychischen Erkrankung sowie um langzeitarbeitslose schwerbehinderte Menschen erweitert, welche als zumindest teilweise Erwerbsfähige bereits vor der Reform in die Menge der Erwerbspersonen (= Erwerbstätige + Arbeitslose) integriert waren. Des Weiteren wurde der Schwellenwert für die Förderung von schwerbehinderten oder gleichgestellten Teilzeitbeschäftigten von 15 auf 12 Wochenstunden herabgesetzt. Diese inhaltlichen Änderungen gingen der Änderung des Namens der Betriebsbezeichnung voraus.
Bereits im Jahr 2017 wurde in einer Broschüre anlässlich der Messe der Integrationsbetriebe im Landschaftsverband Westfalen-Lippe (LWL) als Hauptvorteil von Integrationsbetrieben angeführt, dass diese „die Inklusion im Arbeitsleben voran[treiben]“.

## Arbeits- und sozialrechtliche Rahmenbedingungen
Ein Inklusionsbetrieb kann ein rechtlich und wirtschaftlich selbständiges Unternehmen sein. Er kann aber auch ein bestimmter Betrieb oder eine Abteilung innerhalb eines Unternehmens oder eines sogenannten öffentlichen Arbeitgebers sein. Öffentliche Arbeitgeber sind z. B. Bundes- oder Landesbehörden und bestimmte Körperschaften, Anstalten oder Stiftungen des öffentlichen Rechts. Die hauptsächliche rechtliche Grundlage für die Arbeit von Inklusionsbetrieben ist Kapitel 11 des Neunten Buchs Sozialgesetzbuch (SGB IX) mit den Paragraphen § 215 bis § 218.
Inklusionsbetriebe werden von ihren Eignern in eigener unternehmerischer Verantwortung geführt und erhalten Nachteilsausgleiche aus der Ausgleichsabgabe für den besonderen Aufwand, der mit der Beschäftigung eines hohen Anteils an Menschen mit Behinderung verbunden ist. In der Zeit, in der Inklusionsfirmen noch „Integrationsprojekte“ genannt wurden, entwickelte die Bundesarbeitsgemeinschaft der Berufsbildungswerke e.V die Auffassung, dass Arbeitnehmer in einem Inklusionsbetrieb mit Schwerbehinderung zwar rechtlich dem allgemeinen Arbeitsmarkt zuzurechnen seien, faktisch aber die Arbeit in einem solchen Betrieb für diejenigen unter ihnen, die zuvor in einer Werkstatt für behinderte Menschen (WfbM) tätig waren, eine Brücke zwischen der Werkstatt und dem allgemeinen Arbeitsmarkt darstelle. Diese Sichtweise wird durch das Gesetz zur Förderung eines inklusiven Arbeitsmarkts teilweise gegenstandslos. Der Kommentator zu dem Referentenentwurf des Gesetzes erklärt: „Inklusionsbetriebe sind selbst Unternehmen des allgemeinen Arbeitsmarkts, die wirtschaftlich agieren und sich wie andere Unternehmen am Markt behaupten müssen. Sie können deshalb nicht länger dazu verpflichtet sein, ihre eigenen Beschäftigten an andere Unternehmen des allgemeinen Arbeitsmarkts zu vermitteln. Die aus der Zeit temporär angelegter Integrationsprojekte stammende Formulierung [„und Unterstützung bei der Vermittlung in eine sonstige Beschäftigung in einem Betrieb oder einer Dienststelle auf dem allgemeinen Arbeitsmarkt“] ist deshalb [in § 216 Satz 1 SGB IX] zu streichen.“
Als Teil des allgemeinen Arbeitsmarkts stellen Inklusionsbetriebe eine Alternative zu Werkstätten für behinderte Menschen dar. Dies wird im SGB IX dadurch unterstrichen, dass Regelungen für Inklusionsbetriebe und für Werkstätten für behinderte Menschen jeweils in einem eigenen Kapitel im Teil 3 des SGB IX – „Besondere Regelungen zur Teilhabe schwerbehinderter Menschen (Schwerbehindertenrecht)“ – getroffen werden.
Beim Abschluss eines Arbeitsvertrags mit dem Inklusionsbetrieb geben die betreffenden Personen mit Behinderung ihren Status als arbeitnehmerähnliche Person auf und haben als Arbeitnehmer einen Anspruch auf den gesetzlichen Mindestlohn. In Inklusionsbetrieben, die sich dem Ideal Guter Arbeit verpflichtet fühlen, werden gültige Tarifverträge eingehalten, die Arbeitnehmern (auch solchen mit einer Schwerbehinderung) eine höhere Entlohnung zusichern. Bei nicht unmittelbar tarifgebundenen Inklusionsbetrieben „wird der fachlich und örtlich anwendbare Tarifvertrag möglichst im Wege arbeitsvertraglicher Inbezugnahme angewendet“.
Denjenigen Beschäftigten einer WfbM, die auf einem Außenarbeitsplatz der WfbM in einem Inklusionsbetrieb tätig sind, bleiben Ansprüche auf eine Rente wegen voller Erwerbsminderung nach § 43 Abs. 6 SGB VI dann erhalten, wenn das Leistungsvermögen gegenüber der Beschäftigungszeit innerhalb der Räume der WfbM unverändert geblieben ist. Diese Bedingung ist dafür erforderlich, dass der Rentenempfänger bzw. -berechtigte rentenrechtlich weiter als „voll erwerbsgemindert“ gelten kann. Diese Regelung ist nicht auf die Interessen von Menschen bezogen, die als Arbeitnehmer auf dem ersten Arbeitsmarkt nachhaltig erfolgreich tätig bleiben, sondern auf die Interessen derjenigen, deren gescheiterter Eingliederungsversuch zur Rückkehr in eine WfbM führt. In einer 2021 veröffentlichten Studie wird ausdrücklich festgestellt, dass insbesondere bei Inanspruchnahme des Budgets für Arbeit die „fortgesetzte Annahme einer vollen Erwerbsminderung“ den Zweck erfüllen solle, den Empfänger vor dem Verlust von Ansprüchen auf Erhalt einer Erwerbsminderungsrente zu schützen. Dass Beschäftigte auf einem Außenarbeitsplatz ihrer WfbM keine Arbeitnehmer sind, ist auch daran zu erkennen, dass sie keine Beiträge zur Arbeitslosenversicherung zahlen, obwohl dies für Arbeitnehmer üblich ist und unter deren Sozialversicherungspflicht fällt. Dasselbe gilt für alle Arbeitskräfte, deren Tätigkeit im Betrieb über das Budget für Arbeit finanziert wird.
Trotzdem gelten laut einem Urteil des Bundesfinanzhofs vom 27. Februar 2020 solche „Leiharbeitskräfte“ als dem betreffenden Inklusionsbetrieb zuzuordnende Arbeitnehmer (und nicht als „arbeitnehmerähnliche Personen“), wenn es darum geht, die Zahl der schwerbehinderten Beschäftigten in dem Inklusionsbetrieb als Grundlage für die Behindertenquote der Ausgleichsabgabe zu berechnen. Anlass des Prozesses war die Praxis einiger Finanzämter, die WfbM-Beschäftigten als nicht zu den Arbeitnehmern des Inklusionsbetriebs zugehörig einzuordnen, da es keinen Arbeitsvertrag zwischen diesem und den Beschäftigten gab. Im Gegenteil, so der BFH, müssten die betreffenden Arbeitskräfte sogar in „ihrer“ WfbM als Arbeitnehmer gelten, da die „abgeordneten“ WfbM-Beschäftigten durch ihre (im Vergleich zu anderen  WfbM-Beschäftigten) überdurchschnittliche Leistungsfähigkeit in der Lage seien, die Produktivität des Inklusionsbetriebs hoch zu halten. Dies gelinge trotz des Einsatzes der „Abgeordneten“ im Inklusionsbetrieb, obwohl dieser nicht die Möglichkeit hat, auf das durch § 223 SGB IX gewährte Privileg zurückzugreifen, das es Werkstätten erlaubt, Auftragnehmern eine Reduzierung der Höhe ihrer Ausgleichsabgabe zu verschaffen. Laut BFH können „Arbeitnehmer in einer Werkstatt […] insbesondere diejenigen behinderten Menschen sein, die soweit gefördert worden sind, dass eine Vermittlung auf dem allgemeinen Arbeitsmarkt ‑‑auch auf ausgelagerten Arbeitsplätzen‑‑ in Betracht kommt“ (Entscheidungsgrund 28).

## Finanzierung
Finanziell gefördert werden Inklusionsbetriebe durch das für sie zuständige Integrations- bzw. Inklusionsamt aus Mitteln der Ausgleichsabgabe. Von diesem können sie nach § 217 SGB IX finanzielle Leistungen für Aufbau, Erweiterung, Modernisierung und Ausstattung einschließlich betriebswirtschaftlicher Beratung und für besonderen Aufwand erhalten. Die Möglichkeit der Erbringung von Geldleistungen im Rahmen der Begleitenden Hilfe im Arbeitsleben – insbesondere nach § 185 Abs. 3 Nr. 1 und 2 SGB IX – bleibt daneben im Wesentlichen unberührt. Darüber hinaus finanzieren gemäß § 216 SGB IX die zuständigen Rehabilitationsträger den in einem Inklusionsbetrieb beschäftigten schwerbehinderten Menschen „Maßnahmen der betrieblichen Gesundheitsförderung und arbeitsbegleitende Betreuung […], soweit erforderlich auch Maßnahmen der beruflichen Weiterbildung oder Gelegenheit zur Teilnahme an entsprechenden außerbetrieblichen Maßnahmen und Unterstützung bei der Vermittlung in eine sonstige Beschäftigung in einem Betrieb oder einer Dienststelle auf dem allgemeinen Arbeitsmarkt.“ Die Rehabilitationsträger sind auch für die Finanzierung von „geeignete[n] Maßnahmen zur Vorbereitung auf eine Beschäftigung in einem Inklusionsbetrieb“ zuständig. Auch Eingliederungszuschüsse der Agenturen für Arbeit nach § 88 SGB III kommen, wie generell bei Arbeitgebern, als finanzielle Hilfe des Staates für Inklusionsbetriebe in Betracht.
Durch das Urteil des BFH vom 27. Februar 2020 (s. o.) beendete der Bundesfinanzhof die Praxis, einzelne Inklusionsbetriebe wegen „Nichterfüllung der gesetzlichen Behindertenquote“ zur Finanzierung der Ausgleichsabgabe heranzuziehen.
Der vom Gesetzgeber außerdem eingeführten indirekten Finanzierungsquelle über die Einräumung des ermäßigten Umsatzsteuersatzes von 7 % (anstatt dem regulären Umsatzsteuersatz von 19 %) nach § 12 Abs. 2 Nr. 8 a) UStG hat der BFH bisher mit nicht nachvollziehbarer Begründung eine Absage erteilt (z. B. BFH, Urteil v. 23.7.2019 – XI R 2/17); die Finanzverwaltung wendet die entsprechenden Urteile des BFH nicht an, da der BFH versäumte, hierzu eine Entscheidung des dafür zuständigen EuGH einzuholen.
In seiner Stellungnahme zum Gesetz zur Förderung eines inklusiven Arbeitsmarkts regte der Paritätische Gesamtverband an, Steuermittel zur Aufstockung der Einnahmen der Inklusionsbetriebe aus Mitteln der Ausgleichsabgabe einzusetzen.

## Interessenvertretung der Inklusionsbetriebe

### Organisation
Die Interessen von Inklusionsbetrieben werden von der BAG Inklusionsfirmen e. V. vertreten. Sie werden gemäß § 86 SGB IX in einem Beirat für die Teilhabe von Menschen mit Behinderungen geltend gemacht. Auf europäischer Ebene arbeiten die Inklusionssunternehmen im Rahmen der Social Firms Europe (Netzwerk Sozialer Firmen Europas, CEFEC) zusammen.
Die BAG Inklusionsfirmen e. V. betreibt mit der „Fachberatung für Arbeits- und Firmenprojekte/FAF gemeinnützige GmbH“ eine Beratungsgesellschaft für Unternehmen, welche ebenfalls dauerhaft Menschen mit Behinderung auf Basis regulärer Arbeitsverträge beschäftigen wollen. Neben dieser GmbH gibt es – je nach Bundesland – weitere Organisationen oder Unternehmen, die Beratung bei der Gründung von Inklusionsunternehmen anbieten. 

### Politik
Im Vorfeld der Bundestagswahl 2021 pries die BAG if Inklusionsbetriebe als „Erfolgsmodell“: „Inklusionsfirmen gelten als betriebswirtschaftlich erfolgreiches und gleichzeitig inklusives Modell der Teilhabe am Arbeitsleben im allgemeinen Arbeitsmarkt. Als „Soziale Unternehmen“ erfüllen sie seit vielen Jahren die Ziele der UN-Behindertenrechtskonvention bei der Inklusion behinderter Menschen in das allgemeine Arbeitsleben. Dabei werden die durch die Beschäftigung schwerbehinderter Menschen entstehenden Nachteile durch unterschiedliche Maßnahmen ausgeglichen, insbesondere durch Mittel aus der Ausgleichsabgabe und durch ermäßigte Steuersätze.“ An dieses Lob schließt sich die Forderung an: „Diese Nachteilsausgleiche müssen zwingend erhalten bleiben.“ Das im Sinne des Ziels eines inklusiven Arbeitsmarkts bislang Erreichte sei aber bei Weitem noch nicht ausreichend.
Inklusionsbetriebe betrachten sich seit der BTHG-Reform als „andere Anbieter“ im Sinne des § 60 SGB IX, deren Angebot Menschen, die zum Besuch einer Werkstatt für behinderte Menschen berechtigt sind, in Anspruch nehmen können. Im Jahr 2021 forderte die BAG if, dass auch diejenigen bei den Mitgliedsfirmen Beschäftigten, die Mittel aus dem Budget für Arbeit erhalten, „vollumfänglich sozialversichert werden, eben auch mit Beiträgen zur Arbeitslosenversicherung“. Falls der versicherte Fall tatsächlich in Zukunft einträte, könnten die Betroffenen, wie jeder gegen Arbeitslosigkeit versicherte Arbeitnehmer, auf die Anwendung der Instrumente des SGB III Anspruch erheben.
Die Position der Inklusionsbetriebe wird dadurch gestärkt, dass die 17 Beauftragten des Bundes und der Länder für die Belange von Menschen mit Behinderung im November 2022 einhellig feststellten, dass „der Auftrag der Werkstätten aus § 219 SGB IX, den Übergang auf den allgemeinen Arbeitsmarkt zu fördern, bei einer Übertrittsquote von unter einem Prozent seit Jahrzehnten zu selten gelingt und deshalb als weitestgehend gescheitert angesehen wird.“ Mehr Hoffnungen verbinden sie mit der Institution „Inklusionsbetrieb“: Sie „bekräftigen, dass Inklusionsbetriebe als Unternehmen des allgemeinen Arbeitsmarktes ein wichtiger Baustein einer gelebten und erfolgreichen inklusiven Beschäftigung von Menschen mit Behinderungen sind,“ und sehen sie „spätestens ab 2030 als wichtigen Ort der betrieblichen Ausbildung und Beschäftigung von Menschen mit Behinderungen auf dem allgemeinen Arbeitsmarkt an, insbesondere wenn es sich um besonders betroffene Menschen oder Menschen handelt, deren Beschäftigung auf besondere Schwierigkeiten trifft.“ Werkstätten sollen nach Ansicht der Behindertenbeauftragten insbesondere zu „Trainings-, Vorbereitungs- und Dienstleistungszentren für die im Anschluss auf dem allgemeinen Arbeitsmarkt stattfindende berufliche Ausbildung und Beschäftigung“ umfunktioniert werden.